# Ґосе-Дуже
Ґосе-Дуже (пол. Gosie Duże) — село в Польщі, у гміні Колаки-Косьцельні Замбровського повіту Підляського воєводства.
Населення — 91 особа (2011).
У 1975-1998 роках село належало до Ломжинського воєводства.

## Демографія
Демографічна структура станом на 31 березня 2011 року:
|          | Загалом | Допрацездатний вік | Працездатний вік | Постпрацездатний вік |
| -------- | ------- | ------------------ | ---------------- | -------------------- |
| Чоловіки | 44      | 7                  | 31               | 6                    |
| Жінки    | 47      | 8                  | 27               | 12                   |
| Разом    | 91      | 15                 | 58               | 18                   |